# Vanda roeblingiana
Vanda roeblingiana är en orkidéart som beskrevs av Robert Allen Rolfe. Vanda roeblingiana ingår i släktet Vanda och familjen orkidéer.
Artens utbredningsområde är Filippinerna. Inga underarter finns listade i Catalogue of Life.

## Bildgalleri

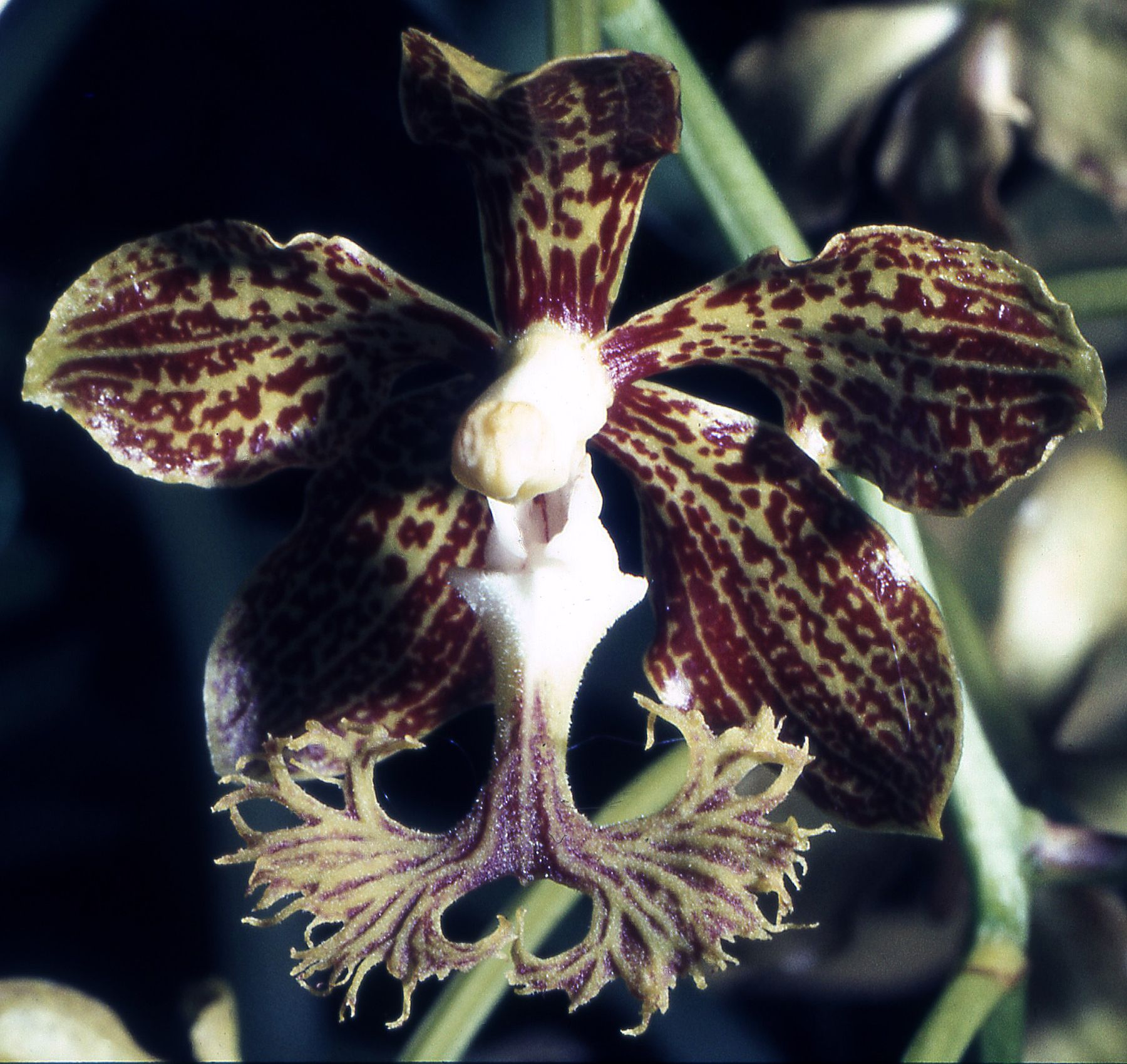
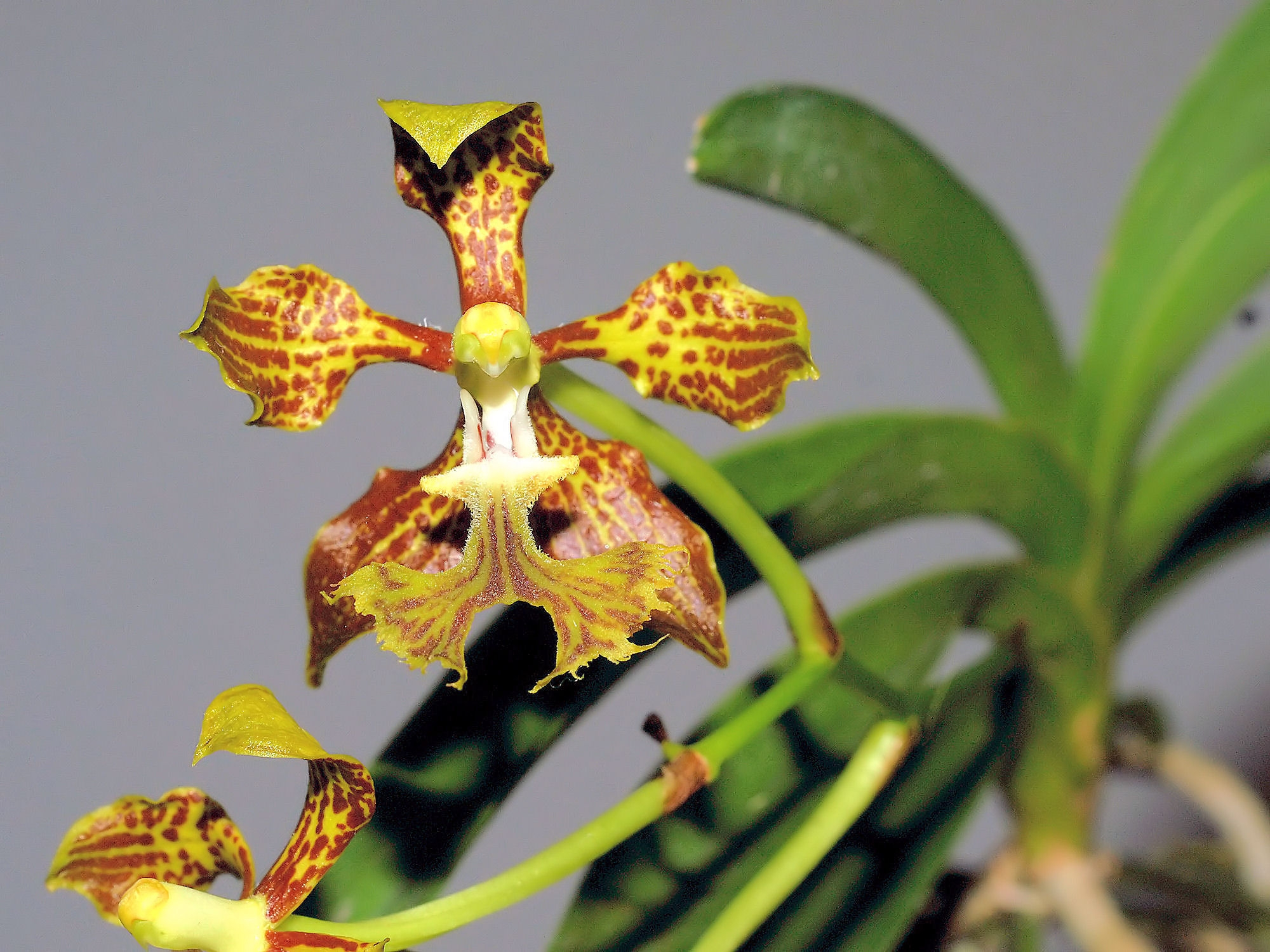
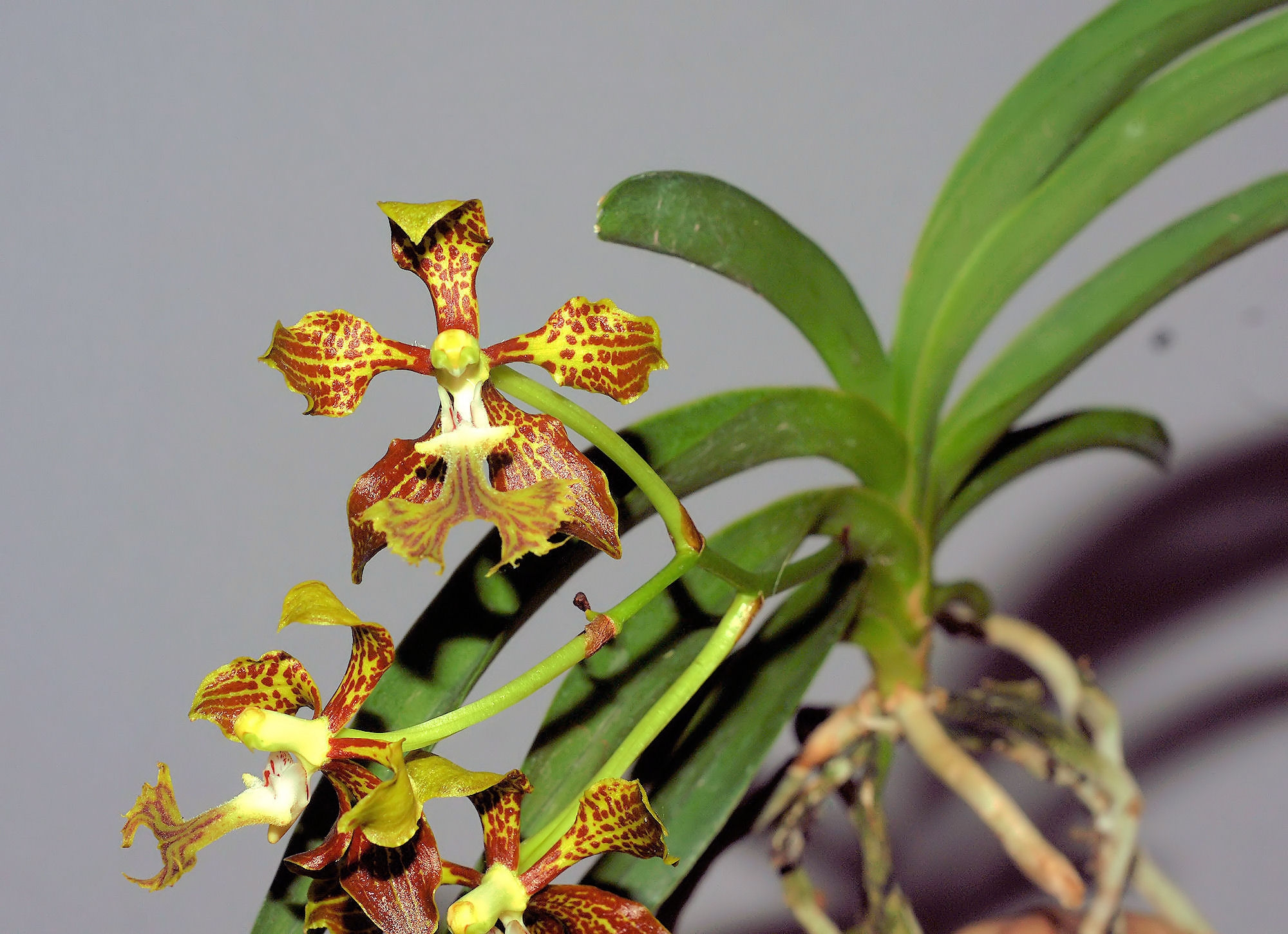